# John J. McCloy
John Jay McCloy (Filadelfia, 31 marzo 1895 – Cos Cob, 11 marzo 1989) è stato un avvocato, diplomatico, banchiere e consigliere presidenziale statunitense, durante la seconda guerra mondiale è stato assistente del Segretario alla Guerra Henry Stimson, contribuendo a risolvere le tensioni politiche della Campagna del Nordafrica e l'opposizione ai bombardamenti atomici di Hiroshima e Nagasaki. Nel dopoguerra, è stato presidente della Banca Mondiale, Alto Commissario degli Stati Uniti per la Germania, presidente della Chase Manhattan Bank, presidente del Council on Foreign Relations, membro della Commissione Warren e consigliere per tutti i presidenti da Franklin D. Roosevelt a Ronald Reagan. 
McCloy è ricordato soprattutto come membro dell'establishment della politica estera chiamato "The Wise Men", un gruppo di statisti caratterizzati dall'apartiticità, dall'internazionalismo pragmatico e dall'avversione per il fervore ideologico.

## Biografia

### Primi anni
Nacque a Filadelfia, in Pennsylvania, figlio di John J. McCloy, assicuratore morto quando aveva solo cinque anni, e Anna Snader, parrucchiera di Filadelfia con molti clienti dell'alta società. La famiglia di McCloy era povera; negli anni a venire avrebbe spesso detto di essere cresciuto "dalla parte sbagliata dei binari" e si sarebbe descritto come un estraneo ai circoli dell'establishment in cui si sarebbe poi mosso.
John Snader McCloy, questo il suo nome originale, cambierà nome in seguito con "John Jay McCloy" probabilmente per avere un tono più aristocratico. Frequentò la Peddie School nel New Jersey e proseguì all'Amherst College, dove si laureò nel 1916. Era uno studente di livello superiore alla media che eccelleva nel tennis e si muoveva senza problemi tra i figli dell'élite nazionale. Al college entrò a far parte della confraternita Beta Theta Pi.
Nel 1930, McCloy sposò Ellen Zinsser, newyorkese laureata allo Smith College nel 1918, attiva nelle organizzazioni civiche e di volontariato, come ad esempio nei programmi di infermieristica volontaria e fece parte del consiglio di amministrazione della sezione di New York del Girls Clubs of America, della scuola per infermieri del Bellevue Hospital e della sezione di New York della Croce Rossa Americana. Dal matrimonio nacquero due figli: John J. McCloy II e Ellen Z. McCloy.

### Prima guerra mondiale
Si iscrisse alla facoltà di legge di Harvard nel 1916. Fu profondamente influenzato dalla sua esperienza nei campi di preparazione di Plattsburg. Quando gli Stati Uniti entrarono in guerra nell'aprile del 1917, si arruolò nell'esercito degli Stati Uniti in maggio, fu addestrato a Plattsburgh e nominato sottotenente di artiglieria il 15 agosto 1917. Fu promosso tenente il 29 dicembre. Nel maggio 1918 fu assegnato come aiutante del generale di brigata Guy Henry Preston, comandante della 160ª Brigata di artiglieria da campo della 85ª Divisione. Il 29 luglio 1918 salpò per la Francia in servizio con le forze di spedizione americane (AEF) nelle ultime settimane di guerra, come comandante di una batteria di artiglieria durante l'offensiva della Mosa-Argonne.
Dopo l'armistizio dell'11 novembre 1918, il 1º marzo 1919 fu trasferito a Chaumont, nell'Alta Marna, e poi inviato a Treviri, in Germania; fu promosso capitano il 29 giugno. McCloy tornò negli Stati Uniti il 20 luglio e si dimise dall'esercito il 15 agosto 1919. Tornò quindi ad Harvard dove si laureò in legge nel 1921.

### Avvocato di Wall Street

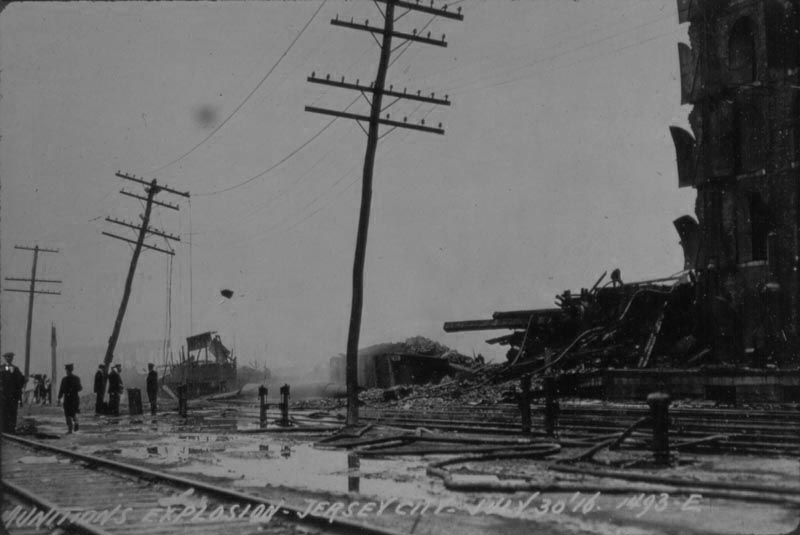
Agenti tedeschi sotto copertura sabotano una fabbrica di munizioni per impedire la fornitura di armi ai Paesi alleati. Questo è il periodo successivo all'esplosione del Black Tom, che John McCloy ha contribuito a scoprire.

McCloy diventò socio dello studio Cadwalader, Wickersham & Taft di New York, all'epoca uno dei più prestigiosi studi legali. Nel 1924 passò al Cravath, Henderson, & de Gersdorff, dove lavorò con molti clienti facoltosi, come la St. Paul Railroad. Nel 1934, McCloy trovò nuove prove che gli permisero di aprire un'azione di risarcimento per danni contro la Germania per la distruzione causata dall'esplosione del Black Tom del 1916.
Lavorò per le aziende della Germania nazista e fu consulente della grande multinazionale chimica tedesca I.G. Farben, che diventerà famosa per la produzione del gas Zyklon B. Nel 1940 iniziò a lavorare per il governo, McCloy guadagnava circa 45.000 dollari all'anno (corrispondenti a 835.000 dollari del 2020) e aveva risparmi per 106.000 dollari (corrispondenti ai 2.000.000 di dollari del 2020). Il suo coinvolgimento in un contenzioso su un caso di sabotaggio della prima guerra mondiale gli diede un forte interesse per le questioni di intelligence e per gli affari tedeschi.

## Seconda guerra mondiale

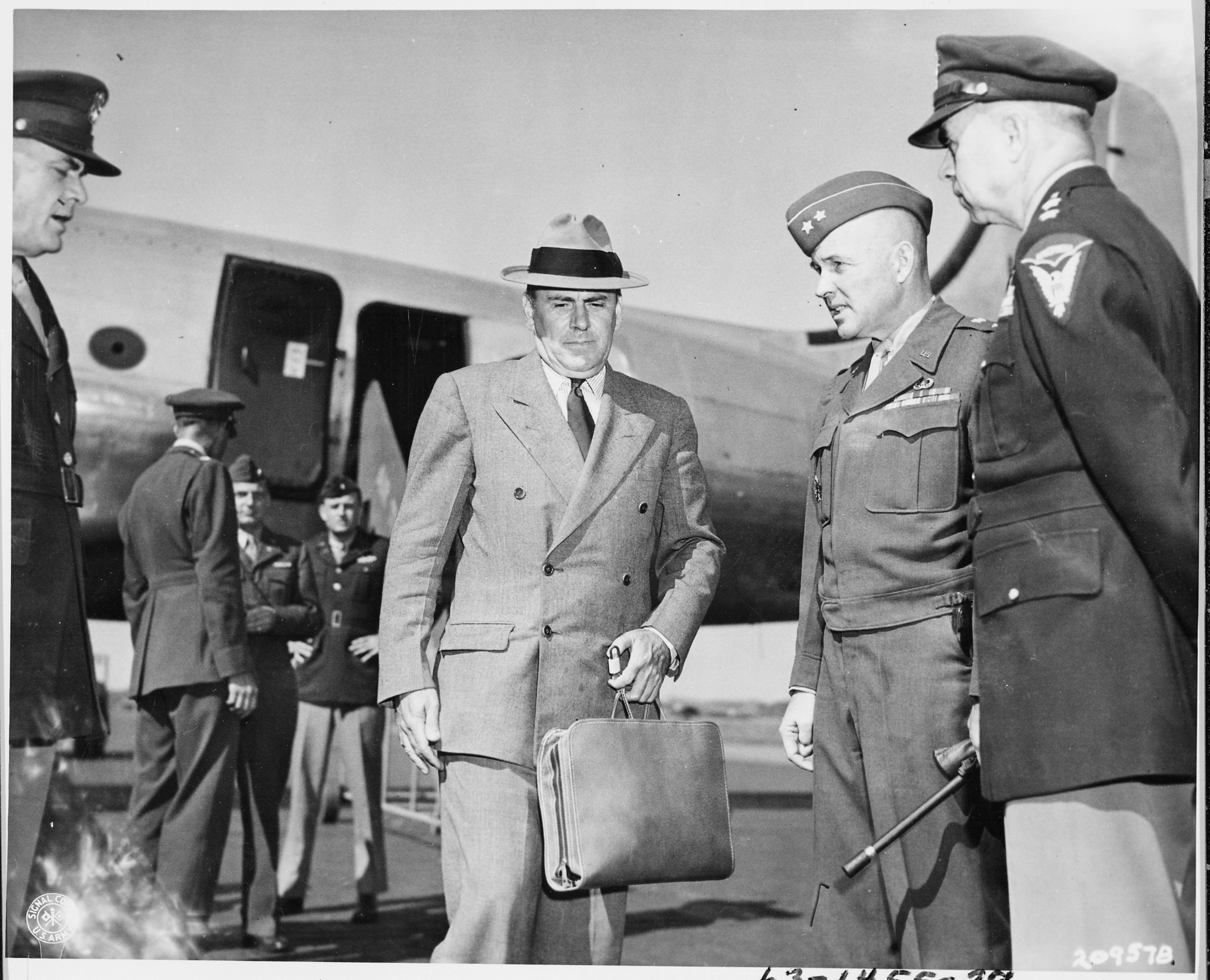
McCloy arriva al RAF Gatow di Berlino per partecipare alla Conferenza di Potsdam nel 1945.

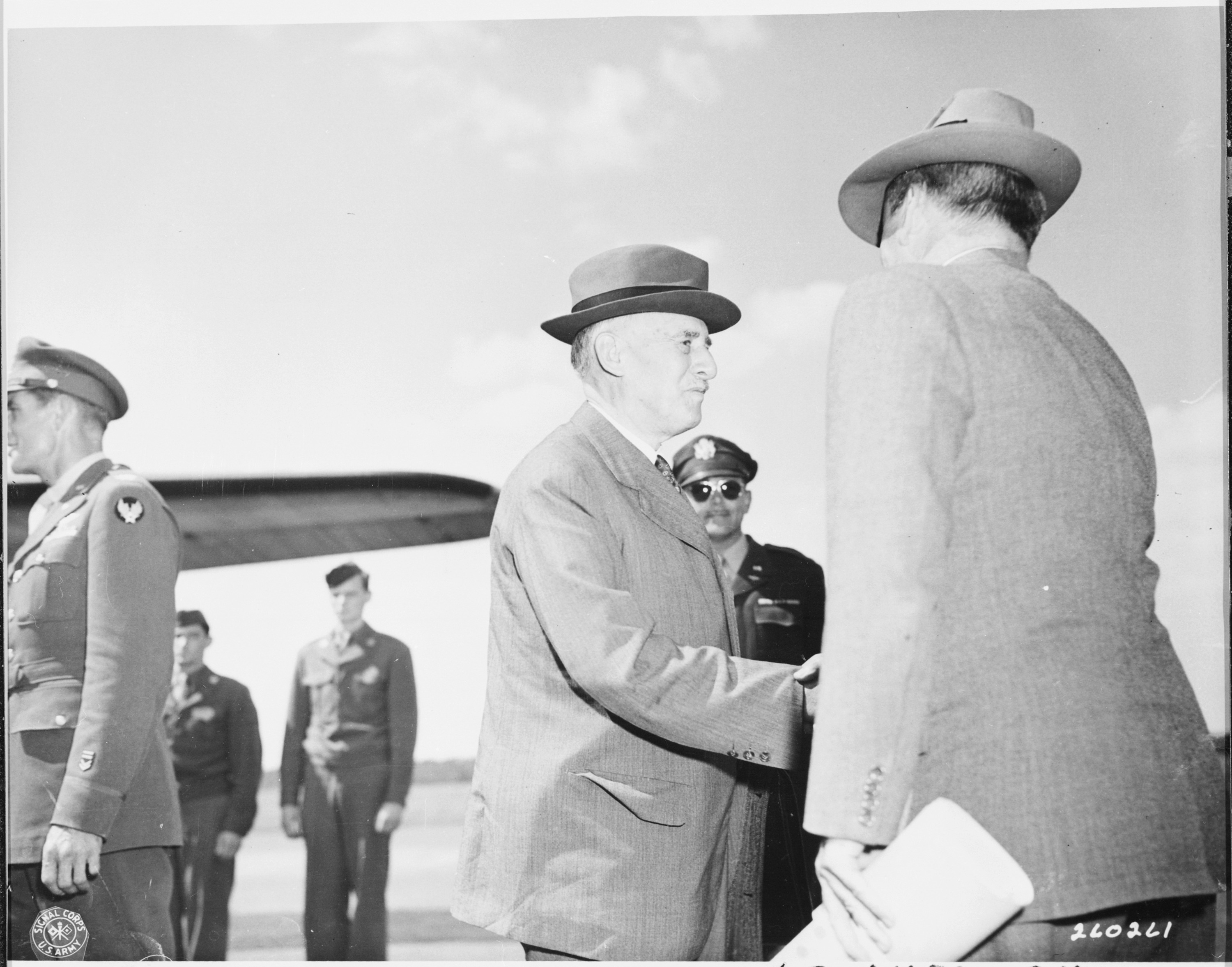
Il Segretario alla Guerra Henry Stimson saluta il suo assistente John McCloy al RAF Gatow.

Il Segretario alla Guerra statunitense Henry Stimson assunse McCloy come consulente nel settembre 1940, anche se McCloy era un sostenitore del Partito Repubblicano opposto a Franklin Roosevelt nelle imminenti elezioni presidenziali del novembre 1940. Stimson era particolarmente interessato a McCloy per la sua vasta esperienza acquisita nel caso del sabotaggio del Black Tom. Stimson era sicuro che i tedeschi avrebbero nuovamente cercato di sabotare le infrastrutture americane se fosse scoppiata una guerra contro gli Stati Uniti. Lavorando per Stimson, McCloy si immerse nella pianificazione dell'intervento in guerra.
Il 22 aprile 1941 fu nominato Assistente del Segretario alla Guerra, ma ebbe solo responsabilità civili, in particolare nell'acquisto del materiale bellico per l'Esercito, per il Lend Lease Act, nella leva e nelle questioni di intelligence e sabotaggio. Una volta iniziata la guerra, McCloy fu una voce cruciale nella definizione delle priorità militari degli Stati Uniti e giocò un ruolo fondamentale in diverse decisioni degne di nota.

### Creazione di un apparato di sicurezza in tempo di guerra
Durante la guerra fu un instancabile membro delle task force governative che costruirono il Pentagono e diedero vita all'Office of Strategic Services (poi evolutosi nella Central Intelligence Agency), e propose sia la creazione delle Nazioni Unite che i tribunali per i crimini di guerra. Fu anche a capo di quello che sarebbe diventato il Consiglio di sicurezza nazionale.

### Internamento dei nippo-americani
Nel febbraio 1942, il suo impegno nella lotta al sabotaggio rese McCloy fortemente coinvolto nella decisione di spostare con la forza i nippo-americani dalla costa occidentale ai campi di internamento dell'interno del paese. Kai Bird nella sua biografia di McCloy ha scritto:
I generali presenti sul posto avevano insistito sul trasferimento di massa per prevenire il sabotaggio, e la divisione di intelligence G-2 dell'esercito concluse che fosse una misura necessaria. Un documento chiave fu l'intercettazione decriptata dal Magic, nella quale un diplomatico giapponese di Los Angeles riferì:"Abbiamo anche collegamenti con le nostre seconde generazioni che lavorano negli stabilimenti aerei per scopi di intelligence".
L'Office of Naval Intelligence (ONI) non era però d'accordo con la decisione dell'Esercito; in un rapporto concomitante preparato dal comandante Kenneth Ringle, l'ONI si era schierato contro l'internamento di massa perché la maggior parte dei cittadini nippo-americani sospettati di spionaggio o sabotaggio erano già sotto sorveglianza o in custodia dell'FBI. McCloy fu responsabile della supervisione delle evacuazioni verso i campi gestiti da un'agenzia civile. Le azioni furono confermate all'unanimità dalla Corte Suprema. Nel 1945, il consenso si era considerevolmente ridotto, tre giudici dissentirono in un'analoga causa di internamento presentata da Fred Korematsu. I dissenzienti furono guidati dal giudice Frank Murphy che invertì il suo già riluttante consenso nel precedente caso di Gordon Hirabayashi. Lo storico Roger Daniels afferma che McCloy fu fortemente contrario a riaprire i verdetti giudiziari sulla costituzionalità dell'internamento. Il dissenso alla fine portò all'annullamento delle condanne penali di Hirabayashi, Korematsu e altri, sulla base della cattiva condotta del governo, compresa la deliberata soppressione del rapporto Ringle dell'ONI durante le deliberazioni della Corte Suprema nel 1943.
Edward Ennis, un ex collega e avvocato del Dipartimento di Giustizia, incaricato di preparare le memorie del governo per la Corte Suprema nel caso Hirabayashi, avrebbe accusato direttamente McCloy di inganno personale in una testimonianza davanti alla Corte Federale di Seattle nel 1985 per la revisione coram nobis. Ciò portò direttamente alla risoluzione finale, nel 1987, dei casi di internamento davanti alla Corte d'Appello del Nono Circuito, che scagionò completamente Hirabayashi e altri cittadini nippo-americani, che avevano combattuto il coprifuoco in tempo di guerra e i trasferimenti forzati derivanti dagli ordini dell'Esercito che la giuria ritenne all'unanimità "basati sul razzismo piuttosto che sulla necessità militare".

### Bombardamento di Auschwitz
Verso la fine del 1944, il Dipartimento della Guerra fu sollecitato per salvare i prigionieri detenuti dai nazisti ordinando il bombardamento delle linee ferroviarie che portavano ad Auschwitz e delle camere a gas presenti nel campo.
In una lettera del 4 luglio 1944 indirizzata a John W. Pehle del War Refugee Board, McCloy rispose:"Il Dipartimento della Guerra è del parere che l'operazione aerea suggerita sia impraticabile. Potrebbe essere eseguita solo spostando un considerevole supporto aereo essenziale per il successo delle nostre forze ora impegnate in operazioni decisive e sarebbe in ogni caso di efficacia così dubbia da non costituire un progetto pratico. In effetti, i bombardieri americani a lungo raggio di stanza in Italia avevano sorvolato Auschwitz diverse volte quella primavera alla ricerca dell'impianto petrolchimico della I.G."
McCloy non aveva alcuna autorità diretta sulla USAAF e non poteva cambiare gli obiettivi; la forza aerea, guidata dal generale Hap Arnold, si oppose fermamente a qualsiasi entità esterna nella scelta dei suoi obiettivi e lo stesso Roosevelt rifiutò qualsiasi proposta di questo tipo.

### Difesa di Rothenburg ob der Tauber
Nel marzo 1945, Rothenburg ob der Tauber fu difesa dai soldati tedeschi. Poiché McCloy era a conoscenza dell'importanza storica e della bellezza della città, ordinò al generale dell'esercito americano Jacob L. Devers di non usare l'artiglieria per conquistare Rothenburg. Il comandante Frank Burke, futuro decorato con la Medal of Honor, ordinò a sei soldati del 12º Reggimento di Fanteria, 4ª Divisione, di marciare verso Rothenburg e di negoziare la resa della città. Davanti a un soldato tedesco, il soldato Lichey, che parlava correntemente tedesco e fece da traduttore del gruppo, alzò bandiera bianca e spiegò:"Siamo rappresentanti del nostro comandante di divisione. Vi portiamo la sua offerta di risparmiare la città di Rothenburg dai bombardamenti e dalle bombe se accettate di non difenderla. Ci sono state concesse tre ore per farvi pervenire questo messaggio. Se non saremo rientrati nelle nostre linee entro le ore 18, la città sarà bombardata e rasa al suolo". Il comandante militare locale, il maggiore Thömmes, rinunciò alla città, ignorando l'ordine di Hitler che imponeva a tutte le città di combattere fino alla fine, salvandola così dalla distruzione totale da parte dell'artiglieria. Le truppe statunitensi occuparono la città il 17 aprile 1945 e nel novembre 1948 McCloy fu nominato cittadino onorario (in tedesco: Ehrenbürger) di Rothenburg.

### La fine della guerra con il Giappone
McCloy cercò di convincere il Presidente Truman che l'invasione del Giappone non fosse ragionevole. Verso la metà del 1945, l'imperatore giapponese iniziò a cercare un modo per risolvere la guerra, arrivando a chiedere all'Unione Sovietica di mediare la pace tra gli Stati Uniti e il Giappone. Attraverso le intercettazioni del Magic, McCloy seppe che l'imperatore era pronto ad arrendersi se fossero state fornite delle garanzie per preservare la monarchia giapponese. Per questo motivo, consigliò a Truman di proporre delle condizioni per la resa che offrissero tale garanzia insieme alla minaccia implicita di usare la bomba atomica contro il Giappone: sostenne che così facendo gli Stati Uniti avrebbero potuto rivendicare una posizione di superiorità morale, nel caso in cui fosse stato necessario un bombardamento per sventare un'invasione della terraferma giapponese. Mentre viaggiava in nave verso la Conferenza di Potsdam, il Segretario di Stato James Byrnes convinse Truman a ignorare il consiglio di McCloy. Alla fine, Truman ordinò di sganciare le bombe atomiche non appena fossero state pronte.

### Rifiuto del Piano Morgenthau
Nel 1945, McCloy e Stimson convinsero il presidente Truman a respingere il Piano Morgenthau e a evitare di privare la Germania della sua potenza industriale.

### Fine della segregazione
In qualità di presidente del Army's Advisory Committee on Negro Troop Policy, in un primo momento si oppose ai portavoce dei diritti civili che volevano che l'esercito ponesse fine alla segregazione ma cambiò idea e alla fine del 1945, poco prima di lasciare il governo per tornare a Wall Street, propose di porre fine alla segregazione nell'esercito. Il 17 marzo 1949, McCloy e il generale Alvan Cullom Gillem, Jr. testimoniarono davanti al Comitato del Presidente sulla parità di trattamento e di opportunità nei servizi armati.

## Carriera successiva

### Presidente della Banca Mondiale
Dal marzo 1947 al giugno 1949, McCloy fu il secondo presidente della Banca Mondiale. Al momento della sua nomina, la Banca Mondiale era un'entità nuova, essendo stata gestita da un solo presidente in precedenza, Eugene Meyer, che si dimise sei mesi dopo il suo incarico per le controversie con i direttori esecutivi della banca. McCloy fu chiamato a risolvere la situazione ed era determinato a fare della banca un'entità che finanziasse dei progetti economicamente efficienti, non solo il consumo.
Nel corso di questo mandato, McCloy sviluppò relazioni con Wall Street per superare il loro scetticismo nei confronti delle obbligazioni dei Paesi, vendendo centinaia di milioni di dollari in obbligazioni. Alla fine McCloy lascerà la Banca Mondiale, poiché nel 1948 il Piano Marshall inizierà a fornire ai Paesi alleati ingenti somme di sostegno economico che si sommeranno agli investimenti che la stessa Banca Mondiale poteva fornire.

### Alto Commissario degli Stati Uniti per la Germania

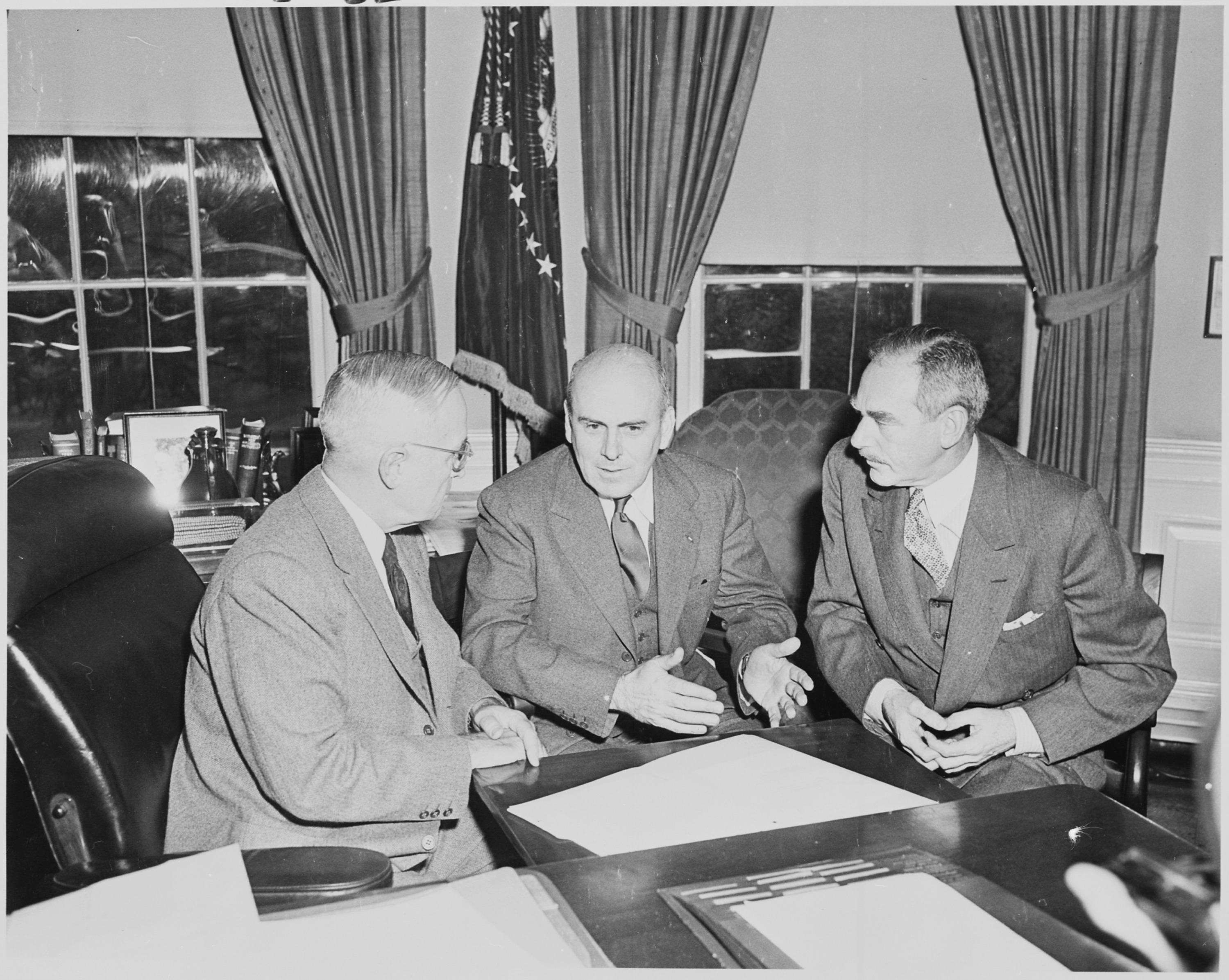
John McCloy incontra il Presidente Truman e il Segretario di Stato Dean Acheson per un colloquio nello Studio Ovale.

Il 2 settembre 1949, McCloy sostituì i precedenti cinque governatori militari della Zona USA in Germania come primo Alto Commissario degli Stati Uniti per la Germania e mantenne l'incarico fino al 1º agosto 1952. Dopo il 23 maggio 1949, McCloy supervisionò la nascita della Repubblica Federale Tedesca.
Sotto la massiccia pressione del governo e dell'opinione pubblica della Germania occidentale, McCloy approvò le raccomandazioni (comprese quelle del Peck Panel) per la commutazione delle sentenze dei criminali nazisti, tra cui quelle dell'importante industriale Alfried Krupp e del comandante dell'Einsatzgruppe Martin Sandberger.
McCloy concesse la restituzione dell'intera proprietà di Krupp, commutò anche la pena di Ernst von Weizsäcker su richiesta di Winston Churchill e quella di Edmund Veesenmayer, che ebbe un ruolo nelle deportazioni di massa.
Il giudice di Norimberga William J. Wilkins scrisse:
McCloy respinse le richieste di amnistia. Rifiutò anche di commutare le condanne a morte di Oswald Pohl, Otto Ohlendorf, Paul Blobel, Werner Braune e Erich Naumann, cinque uomini che definì "il peggio del peggio". Altre due condanne a morte emesse nei processi di Dachau furono confermate dal generale Thomas T. Handy nei confronti di Georg Schallermair e Hans-Theodor Schmidt. Ci furono proteste di centinaia di migliaia di persone tra l'opinione pubblica e il governo della Germania occidentale, molti erano indignati per il fatto che non fosse stata concessa la piena amnistia ai condannati, al punto che la famiglia di McCloy iniziò a ricevere anche minacce di morte. Ciononostante, tutti e sette gli uomini furono giustiziati nella prigione di Landsberg il 7 giugno 1951.

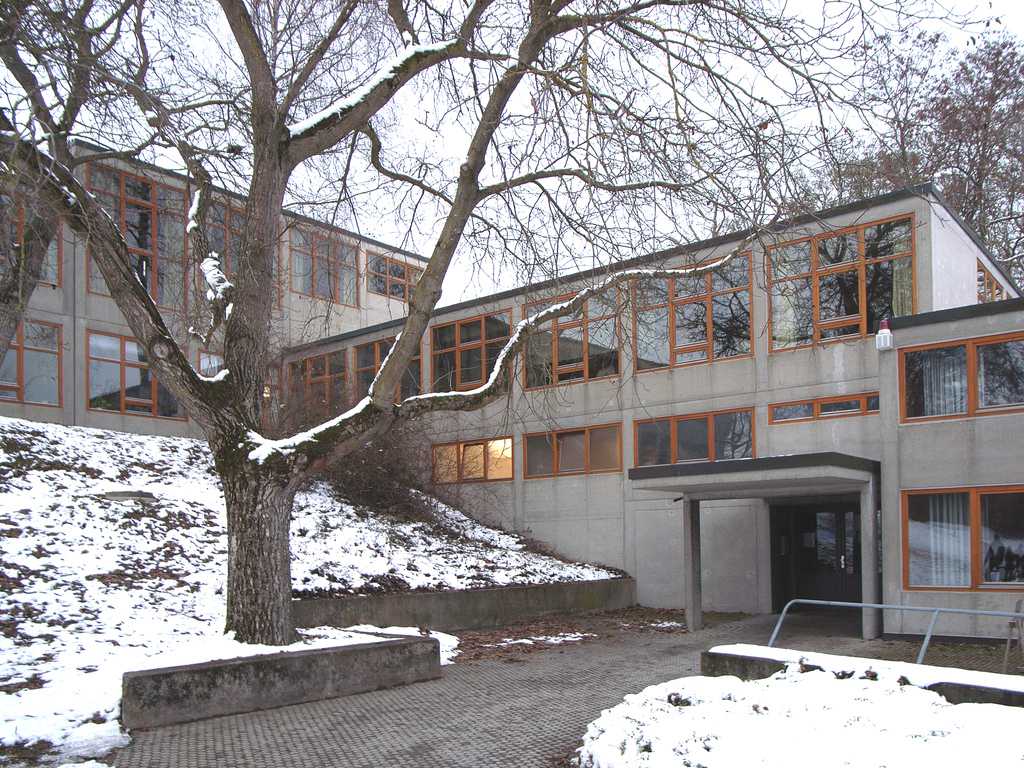
Scuola di design di Ulm.

McCloy sostenne l'iniziativa di Inge Aicher-Scholl (sorella di Sophie Scholl), Otl Aicher e Max Bill di fondare la Scuola di Design di Ulm. La HfG Ulm è considerata la scuola di design più influente al mondo dopo il Bauhaus. I fondatori cercarono e ottennero il sostegno degli Stati Uniti (tramite Walter Gropius) e dell'Alto Comando americano in Germania. McCloy considerò l'impresa come il Progetto nº 1 e sostenne una combinazione di college e campus secondo gli esempi statunitensi. Nel 1952 Scholl ricevette da McCloy un assegno di un milione di marchi tedeschi.
McCloy era stato il primo Alto Commissario degli Stati Uniti. Il suo ultimo successore nell'incarico fu il quarto Alto Commissario statunitense, James B. Conant; l'incarico terminò il 5 maggio 1955.

### Ritorno a Wall Street

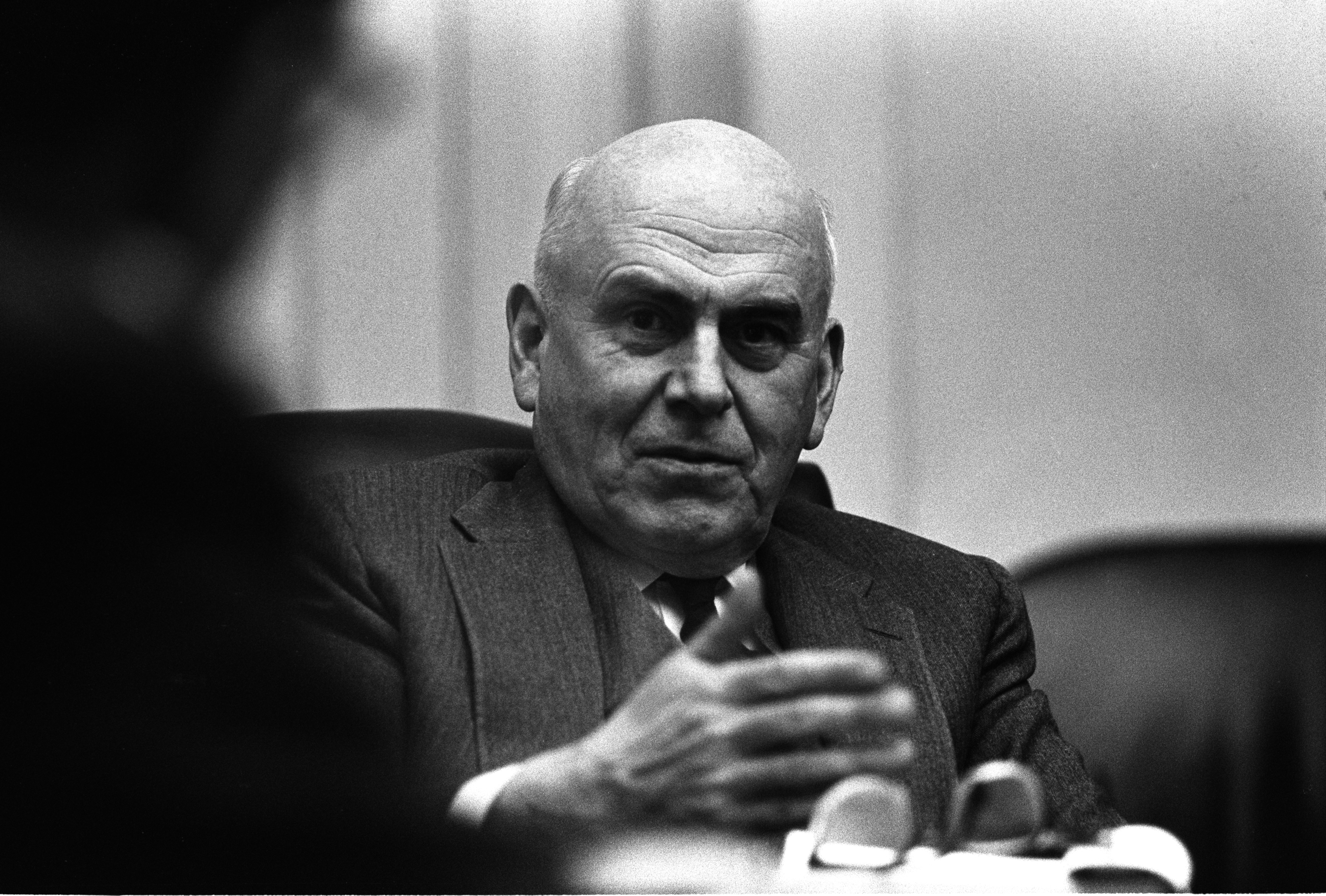
John McCloy discute le sue opinioni nella Cabinet Room.

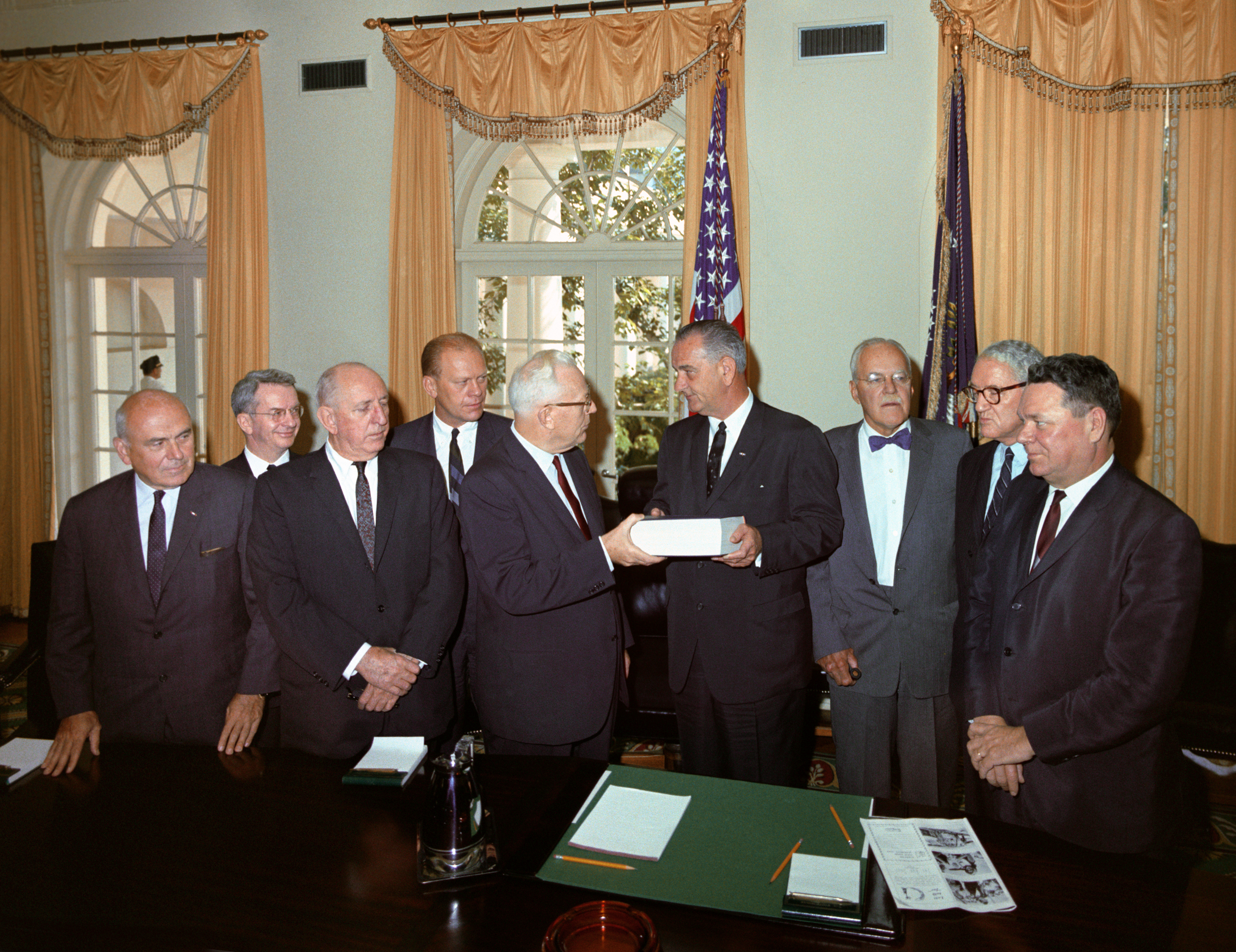
John McCloy (all'estrema sinistra) e la Commissione Warren presentano il loro rapporto al Presidente Johnson.

Rientrato dai compiti in Germania, è stato presidente della Chase Manhattan Bank dal 1953 al 1960 (prima del 1955 operava come Chase National Bank) e presidente della Ford Foundation dal 1958 al 1965; è stato anche amministratore della Fondazione Rockefeller dal 1946 al 1949 e poi di nuovo dal 1953 al 1958, prima di assumere la carica nella Ford.
Dopo la morte del presidente della Corte Suprema Fred M. Vinson, avvenuta nel 1953, il presidente Eisenhower pensò di nominare McCloy al suo posto, ma fu considerato troppo favorevole alle grandi imprese.
Dal 1954 al 1970 fu presidente del prestigioso Council on Foreign Relations di New York, cui succedette David Rockefeller, che aveva lavorato a stretto contatto con lui alla Chase Bank. McCloy aveva un lungo rapporto con la famiglia Rockefeller, che risaliva ai primi tempi di Harvard, quando insegnò ai giovani fratelli Rockefeller a navigare. Fu anche membro del Comitato Draper, costituito nel 1958 da Eisenhower.
Negli anni successivi è stato consigliere di John F. Kennedy, Lyndon Johnson, Richard Nixon, Jimmy Carter e Ronald Reagan ed è stato il principale negoziatore del Comitato presidenziale per il disarmo.
Dal 1966 al 1968 è stato presidente onorario dell'Istituto Atlantico di Parigi. Alla fine del 1967 McCloy fu preso in considerazione dal Presidente degli Stati Uniti Lyndon Johnson per la posizione di Ambasciatore degli Stati Uniti presso le Nazioni Unite e fu avvicinato dal Segretario di Stato Dean Rusk per questo proposito, tuttavia McCloy rifiutò l'offerta.

### Commissione Warren
McCloy fu scelto dal presidente Lyndon Johnson per far parte della Commissione Warren alla fine del novembre 1963. Inizialmente fu scettico sulla teoria dell'uomo armato solitario, ma in un viaggio a Dallas con il veterano della CIA Allen Dulles, un vecchio amico che faceva parte della commissione, si convinse della tesi contro Lee Harvey Oswald. Per evitare un rapporto di minoranza in dissenso, McCloy mediò il consenso finale e la formulazione cruciale della conclusione principale del rapporto finale. Egli affermò che ogni possibile prova di una cospirazione era "al di là della portata" di tutte le agenzie investigative americane, FBI, CIA e della Commissione stessa.
In un'intervista del 1975 con Eric Sevareid della CBS, McCloy dichiarò:"Non ho mai visto un caso che ritenevo più completamente provato di quello... dell'assassinio". Descrisse gli scritti che propagandavano le teorie cospiratorie sull'assassinio come "solo sciocchezze".

### Ritorno allo studio legale
McCloy divenne un socio nello studio legale Milbank, Tweed, Hadley & McCloy di New York, associato a Rockefeller. Vi lavorò dal 1945 al 1947 e poi, dopo aver fatto parte della Commissione Warren, rimase socio accomandatario per 27 anni, fino alla sua morte nel 1989. In questa veste, ha assistito le "Sette Sorelle", le principali multinazionali del petrolio, tra cui la Exxon, nei loro primi confronti con il movimento di nazionalizzazione in Libia e nei negoziati con l'Arabia Saudita e l'OPEC. Per la sua statura nel mondo legale e per la sua lunga collaborazione con i Rockefeller e come consigliere presidenziale, è stato talvolta definito il "presidente dell'establishment americano".

## Morte
McCloy morì di edema polmonare nella sua casa di Cos Cob, nel Connecticut, l'11 marzo 1989. Sua moglie era morta a 87 anni qualche anno prima per la malattia di Parkinson.

## Eredità

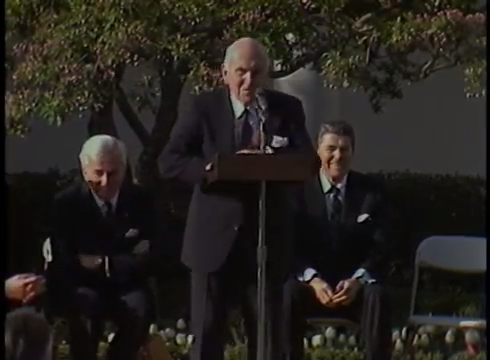
John McCloy nominato cittadino onorario di Berlino davanti al Presidente von Weizsacker e al Presidente Reagan.

Pur essendo repubblicano lavorò per i presidenti di entrambi i partiti, è stato il secondo funzionario di grado più elevato del Dipartimento della Guerra durante la seconda guerra mondiale. Come i suoi colleghi cosiddetti "saggi", McCloy ha spesso risposto alla chiamata al servizio. Nonostante avesse un lavoro redditizio a Wall Street, lasciò le sue posizioni per lavorare nel governo, sia al Dipartimento della Guerra che come Alto Commissario in Germania.
McCloy è ricordato anche per il suo ruolo nella formazione della CIA. All'inizio degli anni '40 fu incaricato da Henry Stimson di risolvere le tensioni politiche all'interno dei servizi segreti di prima della guerra, segnata da lotte politiche e dispute giurisdizionali tra i capi dell'esercito e della marina e il direttore dell'FBI, J. Edgar Hoover. Per risolvere la questione, Hoover e William Donovan crearono un nuovo programma di intelligence, l'Office of Strategic Services, che cercava di fondere e razionalizzare queste unità di intelligence e che si ispirava alle agenzie britanniche. La centralizzazione dell'ufficio divenne il modello per la fondazione della CIA con il National Security Act del 1947.
In riconoscimento dei suoi sforzi per gli Stati Uniti, il 6 dicembre 1963 il presidente Lyndon B. Johnson gli conferì la Presidential Medal of Freedom with Distinction. Nello stesso anno, gli è stato conferito il premio William J. Donovan della Office of Strategic Services (OSS) Society. Sempre nel 1963, McCloy ha ricevuto il premio Sylvanus Thayer dall'United States Military Academy per il suo servizio al Paese. Inoltre, McCloy è stato insignito della Medaglia dell'Associazione dell'Ordine degli Avvocati di New York City in riconoscimento dei contributi eccezionali all'onore e alla reputazione dell'Ordine nella comunità.
In occasione del suo 90º compleanno, sul prato della Casa Bianca, con il presidente Ronald Reagan affacciato, John McCloy è stato nominato cittadino onorario di Berlino dal presidente tedesco Richard von Weizsacker e dal sindaco di Berlino, Eberhard Diepgen. All'evento, Ronald Reagan ha ricordato come "il cuore altruista di John McCloy abbia fatto la differenza, una differenza duratura, nella vita di milioni di persone" e lo ha ringraziato a nome "di tutti i connazionali e dei milioni di persone in tutto il mondo la cui vita [McCloy] ha contribuito a rendere più sicura grazie alla sua devozione al dovere e alla causa dell'umanità". La citazione per la sua cittadinanza onoraria recita:"John McCloy è strettamente legato alla ricostruzione e allo sviluppo di questa città. La sua dedizione ha contribuito in larga misura alla comprensione di Berlino negli Stati Uniti d'America e alla conservazione della pace e della libertà".

## Pubblicazioni
Articoli
- The World Seeks Peace, in American Journal of Economics and Sociology, vol. 20, n. 4, luglio 1961, JSTOR 3484375.

Libri
- Introduzione a  Henry L. Roberts, Russia and America, Dangers and Prospects, per conto di Council on Foreign Relations, New York, HarperCollins, 1956.

Corrispondenza
- 1947–1949: In qualità di Presidente della Banca Mondiale,  available at the World Bank Group Archive (PDF), su pubdocs.worldbank.org.

Discorsi pubblici
- (EN) Discorso di presentazione del terzo rapporto annuale della Banca Mondiale al Consiglio dei governatori durante la seconda sessione, su documents.worldbank.org, 29 settembre 1948. Washington, D.C.: World Bank Group.

### Approfondimenti
- Erdheim, Stuart (Fall 1997). "Could The Allies Have Bombed Auschwitz-Birkenau?" Holocaust and Genocide Studies. pp. 129–170. DOI: 10.1093/hgs/11.2.129.
- Gilbert, Martin (1981). Auschwitz and the Allies. Illinois: Holt, Rinehart, and Winston. ISBN 0-03-059284-4.
- Holland, Max (Autumn 1991). "Citizen McCloy." The Wilson Quarterly, vol. 15, no. 4. pp. 22–42. full issue. JSTOR 40258158.
- Isaacson, Walter, and Evan Thomas (1986). The Wise Men: Six Friends and the World They Made: Acheson, Bohlen, Harriman, Kennan, Lovett, and McCloy. New York: Simon & Schuster.
- Roberts, Priscilla (Dec. 1992).  Journal of American Studies, vol. 26, no. 3. pp. 409–434. JSTOR 27555686.
- Rockefeller, David (2002). Memoirs. New York: Random House. ISBN 0-8129-6973-1.
- Schwartz, Thomas Alan (1991). America's Germany: John J. McCloy and the Federal Republic of Germany. Cambridge, Mass.: Harvard University Press. ISBN 0-674-03115-6.
- Schwartz, Thomas Alan (1993). "John J. McCloy and the Landsberg Cases" (Chapter 21). In: Diefendorf, Jeffry M., and Axel Frohn, Hermann-Josef Rupieper (eds.). American Policy and the Reconstruction of West Germany 1945–1955. New York: Cambridge University Press. ISBN 978-0-521-43120-0.
- Wilson, John Donald (1986). The Chase: The Chase Manhattan Bank, N.A., 1945–85. Boston: Harvard Business School Press. ISBN 0-87584-134-1.